# Серов, Александр Иванович
Александр Иванович Серо́в (1926—1994) — горнорабочий очистного забоя шахты № 9 г. Осинники, Герой Социалистического Труда (1971).

## Биография
Родился в 1926 году в с. Лазьево Бежецкого района Калининской области в семье рабочего. С 1943 по 1957 год служил в Забайкальском военном округе. Был командиром отделения тяги, старшим автомехаником воинской части 117 минометного полка. Принимал участие в боях против японских захватчиков. За мужество был награждён боевыми медалями.
После демобилизации из рядов Советской Армии в 1957 году Александр Иванович Серов работает на шахте № 9 горнорабочим очистного забоя, затем бригадиром. В 1970 году бригада Серова выступила инициатором областного соревнования за достижение максимальной нагрузки на очистной забой с механизированными крепями и довела нагрузку до 245 тысяч тонн угля, что является наивысшим достижением на Осинниковском руднике. В сложнейших горно-геологических условиях бригада Серова применила комплекс М-81 без комбайна. Горняки вели выемку угля при помощи отбойных молотков. Суточная нагрузка на лаву доведена до тысячи тонн.
В 1971 году Серов А. И. избран депутатом областного Совета депутатов трудящихся.
В 1974 году на XV областной партийной конференции был избран членом Кемеровского обкома КПСС.

## Награды и звания
- За выдающиеся успехи в выполнении заданий пятилетнего плана, достижение высоких технико-экономических показателей А. И. Серову присвоено звание Героя Социалистического Труда с вручением ордена Ленина и золотой медали «Серп и Молот» (Указ Президиума Верховного Совета СССР от 30 марта 1971 г.).
- Постановлением коллегии Министерства угольной промышленности СССР и Президиума ЦК профсоюза угольной промышленности от 16 августа 1974 года Серов А. И., бригадир горнорабочих очистного забоя шахтоуправления «Капитальная» комбината «Южкузбассуголь» занесен на Доску Почета передовиков производства Министерства угольной промышленности СССР по показателям работы за 1973—1974 годы.
- Постановлением бюро Кемеровского обкома КПСС, облисполкома и облсовпрофа, за высокие показатели в социалистическом соревновании по достойной встрече XXIV съезда КПСС Серов А. И. занесен в Книгу Почёта «Летопись борьбы трудящихся Кузбасса за коммунизм».